# Fentiazin

Fentiaziner är derivat av fentiazin.

Fentiaziner är en grupp äldre neuroleptika, s.k. antipsykotiska läkemedel. Fentiazinerna var de första läkemedlen i denna grupp psykofarmaka och har undan för undan börjat fasas ut men används ännu i viss utsträckning.
Till fentiazinerna hör:
- Klorpromazin (Hibernal, avregistrerades 2006)
- Levomepromazin (Nozinan)
- Flufenazin (Siqualone, tidigare även Pacinol)
- Perfenazin (Trilafon)
- Proklorperazin (Stemetil)
- Tioridazin (Mallorol, avregistrerades 2004)
- Dixyrazin (Esucos, avregistrerades 2007)
- Trifluoperazin (Terfluzin, säljs ej i Sverige)

Det finns även derivat inom denna läkemedelsgrupp, varav de mest använda är:
- Prometazin (Lergigan),
- Propiomazin (Propavan)
- Alimemazin (Theralen).

Dessa har dock ej antipsykotisk verkan, utan används som lugnande eller som sömnmedel. I högre dos används Theralen som klådstillande.
Proklorperazin (t.ex. Stemetil) användes även som medel mot illamående - till exempel vid stroke, men avregistrerades 2011 och finns nu endast som apotekstillverkad lagerberedning. 
Tioxantener är en annan grupp neuroleptika, som är kemiskt närbesläktade med fentiazinerna. Till denna grupp hör till exempel klorprotixen(Truxal), zuklopentixol (Cisordinol)och flupentixol (Fluanxol).
Fentiazinerna är även kemiskt besläktade med tricykliska antidepressiva (TCA).
Överdosering av fentiaziner har kopplats till fall av allvarliga arytmier med dödlig utgång - tillföljd av förlängt QT-intervall.